# Lufengosaurus
Genre
Espèces de rang inférieur
- † L. huenei Young, 1940 (type)
- † L. magnus Young, 1947

Lufengosaurus (en chinois 祿豐龍 ou 禄丰龙, en grec « lézard du Lufeng »), est un genre éteint de dinosaures sauropodomorphes de la famille des Massospondylidae. Il a vécu au Jurassique inférieur et moyen, dans l'actuel sud-ouest de la Chine.

## Découverte

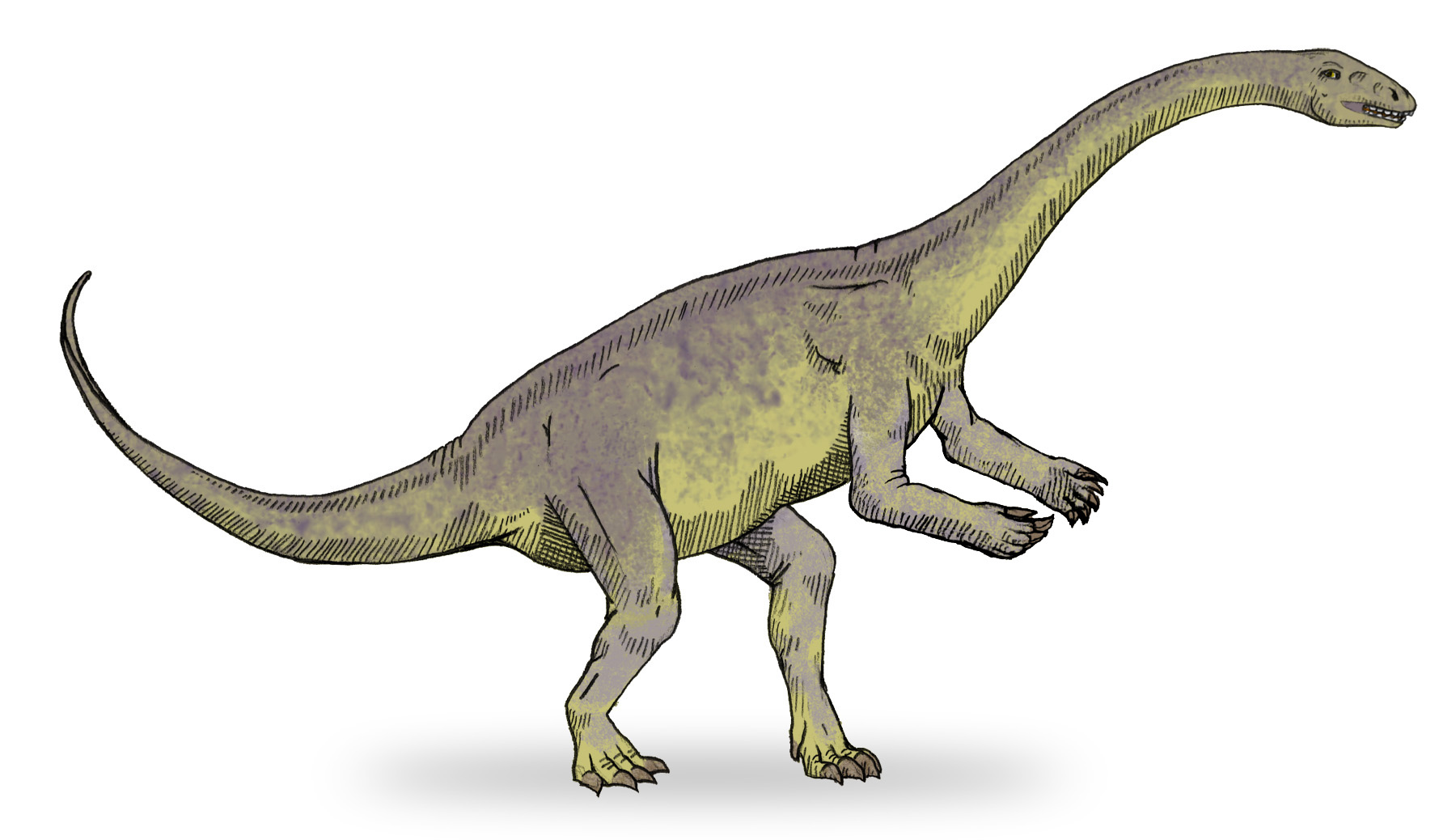
Vue d'artiste de Lufengosaurus.

Nommé par Young en 1940, des restes de l'espèce type, Lufengosaurus huenei, furent découverts dans la Formation du Lufeng inférieur, dans la province du Yunnan en Chine. Young nomma une seconde espèce quelques années plus tard : le L. magnus était, ainsi que son nom l'indique, une créature nettement plus imposante (d'environ un tiers) que le L. huenei. On peut encore retrouver Lufengosaurus dans les sédiments bajociens de Chine, ce qui en fait l'un des rares « prosauropodes » qui aient survécu jusqu'au Jurassique moyen.

## Description
D'une longueur d'environ 6 mètres, c'est le premier squelette de dinosaure complet reconstitué en Chine.

## Classification
En 1981, Cooper suggéra que Lufengosaurus et Yunnanosaurus étaient des espèces du genre sud-africain Massospondylus. Néanmoins, une nouvelle analyse effectuée en 2005 du crâne de Lufengosaurus huenei a prouvé que c'est un genre à part, distinct aussi bien de Massospondylus que de Yunnanosaurus.

## Paléobiologie
Comme tous les Massospondylidae, Lufengosaurus possédait des membres inférieurs nettement plus longs que les membres supérieurs, et était probablement bipède de temps à autre, notamment en recherchant sa nourriture. C'était un herbivore, bien qu'il eût des dents et des griffes pointues (avec une griffe du pouce particulièrement développée). Ces caractéristiques ont servi d'argument en faveur de la thèse que Lufengosaurus ait pu être, au moins partiellement, omnivore, mais les dents pointues observées chez Lufengosaurus et d'autres massospondylidés sont similaires à celles que possèdent les iguanes, qui sont des herbivores. Par ailleurs, les griffes pouvaient leur servir pour se défendre ou arracher les feuilles des arbres.

## Divers
Lufengosaurus fut le premier squelette de dinosaure à être reconstitué en Chine. Quand son exposition fut finalement ouverte au public, un timbre avec une image de Lufengosaurus fut émis.

## Sources
- (en) Cet article est partiellement ou en totalité issu de l’article de Wikipédia en anglais intitulé « Lufengosaurus » (voir la liste des auteurs).